# Ginástica nos Jogos Islâmicos da Solidariedade de 2017
As competições de ginástica nos Jogos Islâmicos da Solidariedade de 2017 em Baku foram realizadas de 12 a 15 de maio. A competição foi dividida em duas disciplinas, artística e rítmica. As mulheres competiram em ambas as disciplinas, enquanto os homens participaram apenas da competição artística.

## Quadro de medalhas
*   país anfitrião (Azerbaijão)
| Pos.               | País               | Ouro | Prata | Bronze | Total |
| ------------------ | ------------------ | ---- | ----- | ------ | ----- |
| 1                  | Azerbaijão         | 9    | 7     | 4      | 20    |
| 2                  | Turquia            | 6    | 3     | 5      | 14    |
| 3                  | Uzbequistão        | 2    | 3     | 2      | 7     |
| 4                  | Argélia            | 0    | 3     | 0      | 3     |
| 5                  | Irã                | 0    | 1     | 2      | 3     |
| 6                  | Indonésia          | 0    | 0     | 3      | 3     |
| 7                  | Catar              | 0    | 0     | 1      | 1     |
| Total (7 entradas) | Total (7 entradas) | 17   | 17    | 17     | 51    |

## Medalhistas

### Ginástica artística

#### Masculino
| Evento           | Ouro                                                  | Prata                                                        | Bronze                                                     |
| ---------------- | ----------------------------------------------------- | ------------------------------------------------------------ | ---------------------------------------------------------- |
| Equipes          | Turquia (TUR) Ferhat Arıcan Ahmet Önder İbrahim Çolak | Azerbaijão (AZE) Bence Tálas Murad Agharzayev Timur Bairamov | Irã (IRI) Saeid Reza Keikha Saman Madani Hadi Khanarinejad |
| Solo             | Murad Agharzayev AZE Azerbaijão                       | Ahmed Anis Maoudj ALG Argélia                                | Ahmet Önder TUR Turquia                                    |
| Cavalo com alças | Bence Tálas AZE Azerbaijão                            | Saeid Reza Keikha IRI Irã                                    | Ahmed Al-Dyani QAT Catar                                   |
| Argolas          | İbrahim Çolak TUR Turquia                             | Bence Tálas AZE Azerbaijão                                   | Hadi Khanarinejad IRI Irã                                  |
| Salto            | Ahmet Önder TUR Turquia                               | Mohamed Bourguieg ALG Argélia                                | Muhammad Aprizal INA Indonésia                             |
| Barras paralelas | Ferhat Arıcan TUR Turquia                             | Hillal Metidji ALG Argélia                                   | Timur Bairamov AZE Azerbaijão                              |
| Barra fixa       | Bence Tálas AZE Azerbaijão                            | Ferhat Arıcan TUR Turquia                                    | Ahmet Önder TUR Turquia                                    |

#### Feminino
| Evento              | Ouro                                                               | Prata                                             | Bronze                                                             |
| ------------------- | ------------------------------------------------------------------ | ------------------------------------------------- | ------------------------------------------------------------------ |
| Equipes             | Azerbaijão (AZE) Yulia Inshina Marina Nekrasova Ekaterina Tishkova | Turquia (TUR) Demet Mutlu Ekin Morova Göksu Üçtaş | Indonésia (INA) Rifda Irfanaluthfi Tazsa Miranda Devira Armartiani |
| Salto               | Oksana Chusovitina UZB Uzbequistão                                 | Marina Nekrasova AZE Azerbaijão                   | Rifda Irfanaluthfi INA Indonésia                                   |
| Barras assimétricas | Demet Mutlu TUR Turquia                                            | Ekaterina Tishkova AZE Azerbaijão                 | Ekin Morova TUR Turquia                                            |
| Trave               | Göksu Üçtaş TUR Turquia                                            | Marina Nekrasova AZE Azerbaijão                   | Yulia Inshina AZE Azerbaijão                                       |
| Solo                | Yulia Inshina AZE Azerbaijão                                       | Göksu Üçtaş TUR Turquia                           | Demet Mutlu TUR Turquia                                            |

### Ginástica rítmica
| Evento  | Ouro                                                            | Prata                                                                          | Bronze                                                      |
| ------- | --------------------------------------------------------------- | ------------------------------------------------------------------------------ | ----------------------------------------------------------- |
| Equipes | Azerbaijão (AZE) Zhala Piriyeva Marina Durunda Zohra Aghamirova | Uzbequistão (UZB) Anastasiya Serdyukova Sabina Tashkenbaeva Nurinisso Usmanova | Turquia (TUR) Ecem Çankaya Selen Bektaş Başak Nida Karaevli |
| Arco    | Marina Durunda AZE Azerbaijão                                   | Anastasiya Serdyukova UZB Uzbequistão                                          | Zhala Piriyeva AZE Azerbaijão                               |
| Bola    | Zhala Piriyeva AZE Azerbaijão                                   | Anastasiya Serdyukova UZB Uzbequistão                                          | Marina Durunda AZE Azerbaijão                               |
| Maças   | Anastasiya Serdyukova UZB Uzbequistão                           | Marina Durunda AZE Azerbaijão                                                  | Sabina Tashkenbaeva UZB Uzbequistão                         |
| Fita    | Marina Durunda AZE Azerbaijão                                   | Zhala Piriyeva AZE Azerbaijão                                                  | Sabina Tashkenbaeva UZB Uzbequistão                         |